# Liste der Arbeitslager in Peking
Umerziehung durch Arbeit ist ein System von Arbeitslagern der Volksrepublik China. Diese Liste führt solche Arbeitslager in Peking auf.
| Name                                          | Name des Unternehmens | Stadt/Kreis/Distrikt | Dorf/Stadt      | Gründungsjahr | Kommentar |
| --------------------------------------------- | --------------------- | -------------------- | --------------- | ------------- | --- |
| Transfererinrichtung der Gemeinde Peking      |                       |                      | Distrikt Daxing | 1960          | Einrichtung zur Umsetzung von Entscheidungen von Umerziehung-durch-Arbeit-Ausschüssen (Gefangene sortieren und zu den entsprechenden Einrichtungen transferieren oder entlassen) |
| Umerziehung durch Arbeit Beijing Tiantanghe   | Farm Tiantanghe       |                      | Distrikt Daxing | 1960          | Einrichtung hauptsächlich für die medizinische Behandlung und Umerziehung kranker weiblicher Gefangener. Ursprünglich Farm Tiantanghe genannt.                                   |
| Umerziehung durch Arbeit der Frauen Peking    | Farm Tiantanghe       | Kreis Daxing         |                 | 2002          | Produktion verschiedener Gegenstände |
| Umerziehung-durch-Arbeit-Lager Beijing Xin’an |                       |                      | Distrikt Daxing | 1980          | Die meisten Insassen sind Drogentäter (m/w). 5 km südlich der Stadt Huangcun. |
| Umerziehung durch Arbeit Beijing Xinhe        |                       |                      | Distrikt Daxing | 1955          | Früher Farm Tuanhe genannt. 2005/2006 Umerziehung durch Arbeit Tuanhe genannt |